# ポルトガルによるゴア占領
ポルトガルによるゴア占領は、1510年12月10日、ポルトガル王国のアフォンソ・デ・アルブケルケ提督による旧ゴア（「ヴェリャ・ゴア」とも）の占領。アルブケルケ提督はポルトガル国王マヌエル1世からホルムズ、アデン、マラッカの占領を命令されていたが、ゴアについての王令は下されていなかった。

## 背景

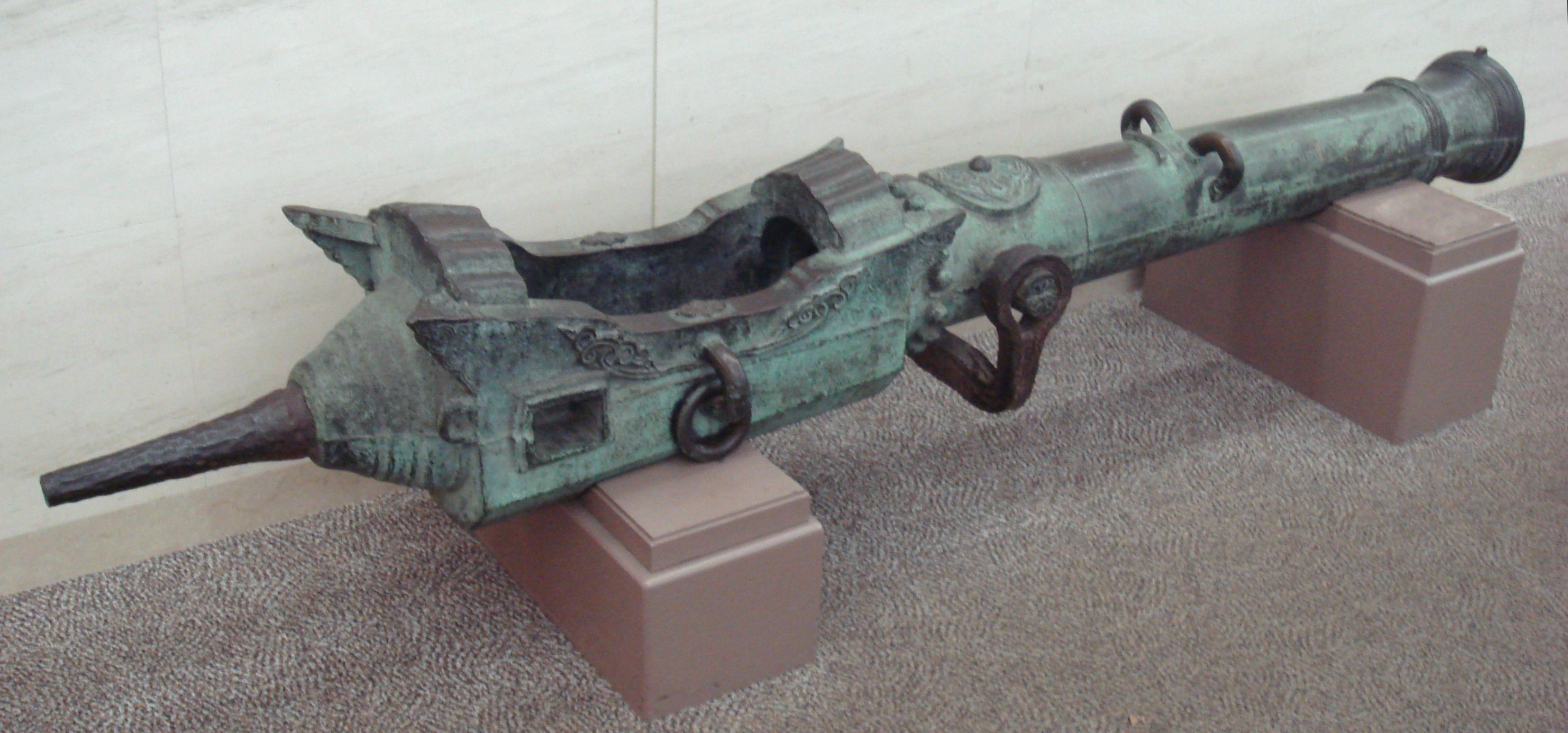
フランキ砲「国崩し」（東京・遊就館蔵）。ゴアで交易品として作られたもので、ポルトガル人宣教師達が火縄銃や硝石等と共に日本に輸入したとされる。

前出のとおり、アルブケルケにはゴア占領の命令が下されていなかった。それでも彼がゴアを攻撃した理由はティモージーによるところが大きい。ティモージーはゴアから追放されたヒンドゥー教徒でホンナーヴァルの艦隊の提督で、ゴアのヒンドゥー教徒からムスリム統治からの解放を嘆願されていた。また当時インド洋の海岸においてゴアは繁盛した貿易港であった。

## 経過
アルブケルケは1510年2月にアントニオ・デ・ノローニャ提督とともにゴアの城外に到着、続いて17日にさしたる抵抗もないまま入城を果たした。その後、ビジャープル王国軍が現れてゴアを包囲したため、ポルトガル軍は5月30日にゴアを放棄してビジャープル王イスマーイール・アーディル・シャーに返還した。
アルブケルケはポルトガルの拠点カンヌールから出港、3か月後の11月24日に大艦隊で戻ってきた。この艦隊には船34隻、1500人のポルトガル人、そして300人のマラヤーリが含まれている。さらにティモージーともホンナーヴァルで合流した。大艦隊を用意したのは、ゴアとマムルーク朝とカリカットの領主ザモリンの同盟を危惧したためである。
大艦隊を擁したアルブケルケは一日足らずでゴアを奪取し、イスマーイール・アーディル・シャーとオスマン帝国の援軍を12月10日に降伏させた。このとき、ゴアのムスリムを男女老少にかかわらず皆殺しにする命令を下したとされ、後に詩人のルイス・デ・カモンイスが痛烈に批判した。

## その後
アルブケルケはマヌエル1世の命令なくゴアを占領しており、彼の上官には反対されていた。マヌエル1世もゴアの占領に疑問を示したが、しかしポルトガルの貴族会議はマヌエル1世の意向に反してゴア占領を承認した。いずれにせよゴアはこの占領以降、ポルトガルのインドにおける重要な拠点となった。ゴアの放棄はそれ以降もたびたび議題になっており、1542年と1570年にもエスタード・ダ・インディアを放棄してモロッコ侵攻に集中すべきか論議した。
しかし結果的にポルトガルはゴアを1961年のインドの侵攻まで維持した。
ポルトガルによる占領以降ゴアは繁栄し、一時はカリカットをも超えた。